# Les Roches-l'Évêque
Les Roches-l'Évêque è un comune francese di 305 abitanti situato nel dipartimento del Loir-et-Cher nella regione del Centro-Valle della Loira.

## Società

### Evoluzione demografica
Abitanti censiti